# Мери Арабидзе
Мери Арабидзе (груз. მერი არაბიძე; Самтредија, 25. фебруар 1994) је грузијска шахисткиња који има титулу међународног мајстора (ИМ) и жене велемајстора (ВГМ). Освојила је три титуле на Свјетском шаховском шампионату за младе: дјевојчице до 10 година у 2004. години, дјевојчице до 12 година у 2005. години и дјевојчице до 18 година у 2011. години. Арабидзе је такође три пута победила на Европском првенству у шаху за младе, у категоријама дјевојчице до 10 година у 2004, дјевојчицама до 12 година у 2006, и дјевојчицама до 14 година у 2008.
Године 2014. на турниру у Москви, победила је на турниру по Бергеровом систему за студентице.
Арабидзе је стигла до четвртфинала женског Свјетског шаховског првенства 2015, након што је редом избацила Елизабет Пац, Јанет Мареро Лопез и Викторију Кмилте. Онда је изгубила од Харике Дронавали.
Арабидзе је била део грузијске екипе која је освојила Свјетско шампионско првенство у женском тиму 2015. У овом такмичењу освојила је и појединачну златну медаљу за таблу 3. Играла је за грузијску репрезентацију и на Европском шаховском првенству за жене у 2013. и 2015, освојивши бронзану медаљу у 2015.